# Mle'a
Mle'a (hebrejsky מְלֵאָה‎‎, anglicky Mle'a, v oficiálním seznamu sídel Mele'a) je vesnice typu mošav v Izraeli v bloku vesnic Ta'anach, v Severním distriktu, v Oblastní radě Gilboa.

## Geografie
Leží v jižní části zemědělsky intenzivně obdělávaného Jizre'elského údolí, v nadmořské výšce 67 metrů. Západně od obce prochází vádí Nachal Oz, do kterého tu od jihu ústí vádí Nachal Rimonim.
Vesnice je situována 35 kilometrů jihozápadně od Galilejského jezera, 30 kilometrů západně od řeky Jordánu, cca 6 kilometrů jihozápadně od města Afula, cca 70 kilometrů severovýchodně od centra Tel Avivu a cca 37 kilometrů jihovýchodně od centra Haify. Mle'u obývají Židé, přičemž osídlení v tomto regionu je ryze židovské. 5 kilometrů jihozápadním směrem ale začíná hornatá oblast podél Vádí Ara, kterou obývají izraelští Arabové.
Mošav leží 2 kilometry severovýchodně od Zelené linie, která odděluje Izrael od okupovaného Západního břehu Jordánu. Od Západního břehu Jordánu byla tato oblast počátkem 21. století oddělena izraelskou bezpečnostní bariérou.
Mle'a je na dopravní síť napojena pomocí lokální silnice číslo 675.

## Dějiny
Mle'a byla založena v roce 1956 jako součást bloku plánovitě zřizovaných zemědělských vesnic Ta'anach - חבל תענך (Chevel Ta'anach). Tento blok sestává ze tří takřka identicky rozvržených shluků zemědělských vesnic, které jsou vždy seskupeny po třech s tím, že v jejich geografickém středu se nachází malá čtvrtá vesnice, jež plní střediskové funkce. Mle'a leží v nejzápadnější z těchto tří skupin, společně s vesnicemi Gadiš a Nir Jafe a střediskovou obcí Merkaz Omen.
Prvními obyvateli mošavu byli Židé přistěhovalí ze severní Afriky (z Maroka). Šlo o 70 rodin, které sem byly přivedeny ihned po vylodění v Izraeli. V tu dobu zde ale bylo k dispozici jen 60 domů. 10 rodin se proto přesunulo do sousedního mošavu Gadiš. Zpočátku se osadníci zaměřovali na pěstování zeleniny, postupně se přesouvaly i k jiným zemědělským aktivitám. Kvůli ekonomickým a sociálním potížím ale velká část obyvatel po prvním roce vesnici opustila a byli doplněni o skupinu židovských přistěhovalců z Polska.
V současnosti je jen menší část obyvatel vesnice aktivní v zemědělství. Většina lidí dojíždí za prací mimo obec.

## Demografie
Obyvatelstvo mošavu Mle'a je sekulární. Podle údajů z roku 2014 tvořili naprostou většinu obyvatel v Mle'a Židé (včetně statistické kategorie "ostatní", která zahrnuje nearabské obyvatele židovského původu ale bez formální příslušnosti k židovskému náboženství).
Jde o menší sídlo vesnického typu s dlouhodobě stagnující populací. K 31. prosinci 2014 zde žilo 374 lidí. Během roku 2014 populace stoupla o 3,9 %.
| Rok            | 1961 | 1972 | 1983 | 1995 | 2001 | 2003 | 2004 | 2005 | 2006 | 2007 | 2008 | 2009 | 2010 | 2011 | 2012 | 2013 | 2014 |
| -------------- | ---- | ---- | ---- | ---- | ---- | ---- | ---- | ---- | ---- | ---- | ---- | ---- | ---- | ---- | ---- | ---- | ---- |
| Počet obyvatel | 250  | 283  | 278  | 286  | 312  | 333  | 329  | 340  | 343  | 338  | 320  | 326  | 326  | 333  | 335  | 360  | 374  |